# Wespe

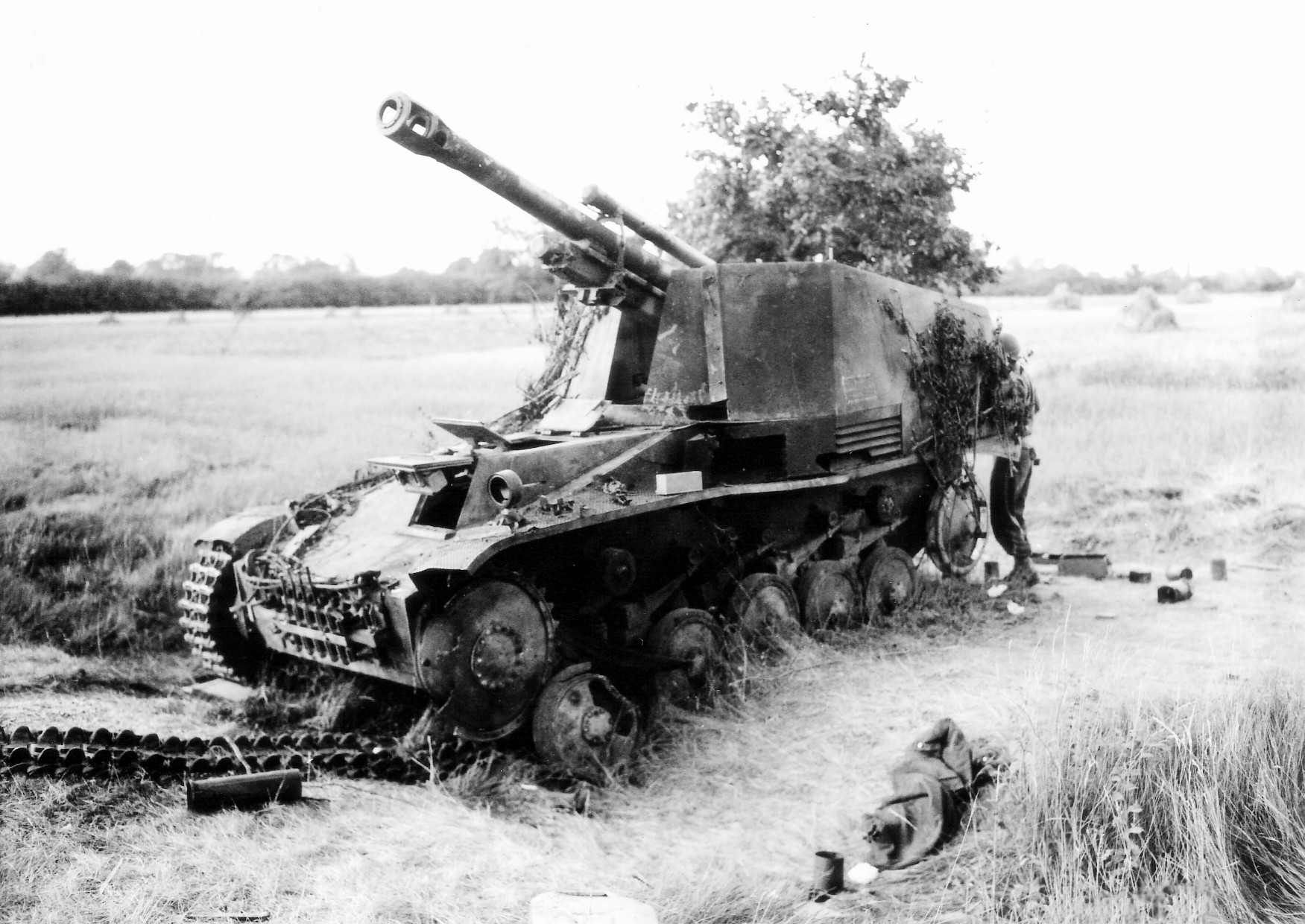
«Wespe» знищена в Нормандії, 1944

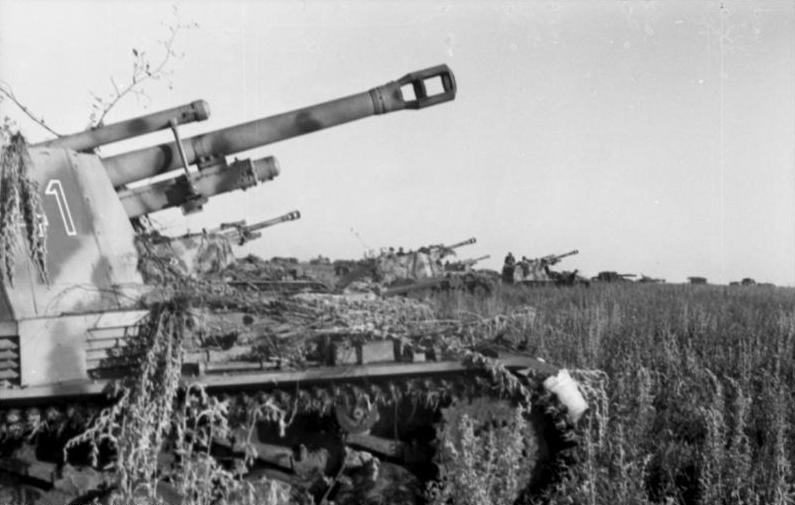
Батарея «Wespe» — самохідних гаубиць, підтримки німецьких військ під час Курської битви 1943

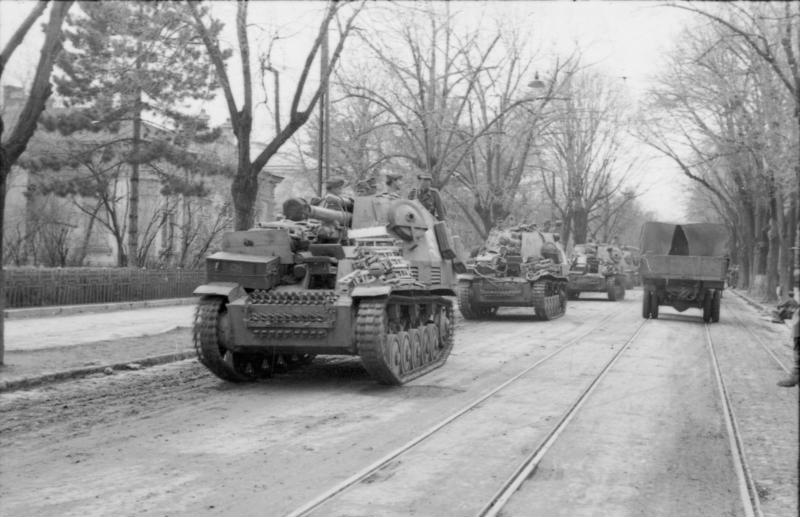
«Wespe» на румунському фронті в 1944

Wespe (нім. «Оса», читається як «Веспе») — легка за масою німецька самохідно-артилерійська установка (САУ) класу самохідних гаубиць часів Другої світової війни. Виготовлялася на базі шасі знятого з озброєння легкого танка Panzer II Ausf F. Виробництво розташовувалося на різних підприємствах, переважно в Польщі. Серійно випускалася з лютого 1943 року до середини 1944 року, всього випущено 662 машини і 158 транспортерів боєприпасів на її базі. За відомчим рубрикатором міністерства озброєнь нацистської Німеччини самохідка позначалася як Sd Kfz 124. Основним озброєнням машини була широко поширена в німецькій артилерії 105-мм гаубиця leFH18. У класі легких самохідних гаубиць визнана однією з найвдаліших САУ свого часу, головним чином, завдяки компактності, хорошій мобільності й відмінній балістиці гармати. Однак за вогневою міццю поступалася основним супротивникам: радянській СУ-122 та американській М7 Priest, перевершуючи лише британські Bishop та Sexton.